# جامعة باي باث
جامعة باي باث هي جامعة خاصة في لونغميدو، ماساتشوستس، الولايات المتحدة. تقدم جامعة باي باث برامج بكالوريوس مخصصة للنساء فقط (سواء في الحرم الجامعي أو عبر الإنترنت)، بالإضافة إلى برامج دراسات عليا مختلطة (للرجال والنساء).
تأسست الجامعة سنة 1897م باسم «معهد باي باث»، وقد مرت بعدة تغييرات في اسمها. من سنة 1988م إلى سنة 2014م كانت تُعرف باسم «كلية باي باث». جامعة باي باث هي عضو في اتحاد الكليات المتعاونة في منطقة سبرينغفيلد الكبرى، وهو اتحاد يضم ثماني كليات.